# Río Verde (vattendrag i Spanien, Valencia, Província de València)
Río Verde är ett vattendrag i Spanien.   Det ligger i provinsen Província de València och regionen Valencia, i den östra delen av landet, 300 km sydost om huvudstaden Madrid.